# Olympische Sommerspiele 2024/Badminton (Damendoppel)
Das Badminton-Doppel der Frauen bei den Olympischen Spielen 2024 in Paris fand vom 27. Juli bis 3. August 2024 in der neu erbauten Arena Porte de la Chapelle statt. Titelverteidigerinnen waren die Indonesierinnen Greysia Polii und Apriyani Rahayu, die in Tokio im Finale 21:19, 21:15 gegen ein chinesisches Doppel gewannen.

## Titelverteidigerinnen
| Olympische Spiele 2020         | Greysia Polii Apriyani Rahayu | Tokio           |
| Weltmeisterschaften 2023       | Chen Qingchen Jia Yifan       | Kopenhagen      |
| Afrikameisterschaften 2024     | Amy Ackerman Deidre Laurens   | Kairo           |
| Panamerikameisterschaften 2024 | Francesca Corbett Allison Lee | Guatemala-Stadt |
| Asienmeisterschaften 2024      | Baek Ha-na Lee So-hee         | Ningbo          |
| Europameisterschaften 2024     | Margot Lambert Anne Tran      | Saarbrücken     |
| Ozeanienmeisterschaften 2024   | Setyana Mapasa Angela Yu      | Geelong         |

## Qualifikation
Die Qualifikation erfolgte ausschließlich über die sogenannte „Race-to-Paris-Ranking-List“, die Ergebnisse aus dem Zeitraum vom 1. Mai 2023 bis zum 28. April 2024 enthielt. Jeweils zwei Doppel pro Nation waren startberechtigt, wenn diese beide unter den Top 8 der Rangliste standen. Ansonsten durfte nur ein Doppel pro NOK an den Start gehen, bis ein Limit von 16 Doppeln erreicht war. Unter diesen 16 Doppeln musste mindestens ein Doppel jedes Kontinents vertreten sein.

## Setzliste
| Nr. | Paarung                      | Erreichte Runde |
| --- | ---------------------------- | --------------- |
| 01. | Chen Qingchen Jia Yifan      | Gold            |
| 02. | Baek Ha-na Lee So-hee        | Viertelfinale   |
| 03. | Liu Shengshu Tan Ning        | Silber          |
| 04. | Nami Matsuyama Chiharu Shida | Bronze          |

## Ergebnisse

### Gruppenphase

#### Gruppe A
| Rang | Doppel                                        | Spiele | gew. | verl. | Sätze gew. | Sätze verl. | Punkte  |
| ---- | --------------------------------------------- | ------ | ---- | ----- | ---------- | ----------- | ------- |
| 1.   | Chen Qingchen / Jia Yifan (1)                 | 3      | 3    | 0     | 6          | 0           | 130:102 |
| 2.   | Pearly Tan / Thinaah Muralitharan             | 3      | 2    | 1     | 4          | 3           | 139:122 |
| 3.   | Mayu Matsumoto / Wakana Nagahara              | 3      | 1    | 2     | 3          | 4           | 128:139 |
| 4.   | Apriyani Rahayu / Siti Fadia Silva Ramadhanti | 2      | 0    | 3     | 0          | 6           | 98:132  |

| Doppel 1                                      | Ergebnis                  | Doppel 2                                      |
| 27. Juli 2024, 10:15 Uhr                      | 27. Juli 2024, 10:15 Uhr  | 27. Juli 2024, 10:15 Uhr                      |
| --------------------------------------------- | ------------------------- | --------------------------------------------- |
| Chen Qingchen / Jia Yifan (1)                 | 2:0 (21:17, 22:20)        | Pearly Tan / Thinaah Muralitharan             |
| 28. Juli 2024, 8:33 Uhr                       |                           |                                               |
| Mayu Matsumoto / Wakana Nagahara              | 2:0 (24:22, 21:15)        | Apriyani Rahayu / Siti Fadia Silva Ramadhanti |
| 28. Juli 2024, 8:30 Uhr                       |                           |                                               |
| Mayu Matsumoto / Wakana Nagahara              | 1:2 (21:18, 15:21, 16:21) | Pearly Tan / Thinaah Muralitharan             |
| 28. Juli 2024, 10:10 Uhr                      |                           |                                               |
| Chen Qingchen / Jia Yifan (1)                 | 2:0 (21:12, 24:22)        | Apriyani Rahayu / Siti Fadia Silva Ramadhanti |
| 30. Juli 2024, 9:23 Uhr                       |                           |                                               |
| Chen Qingchen / Jia Yifan (1)                 | 2:0 (21:16, 21:15)        | Mayu Matsumoto / Wakana Nagahara              |
| 30. Juli 2024, 10:13 Uhr                      |                           |                                               |
| Apriyani Rahayu / Siti Fadia Silva Ramadhanti | 0:2 (18:21, 9:21)         | Pearly Tan / Thinaah Muralitharan             |

#### Gruppe B
| Rang | Doppel                           | Spiele | gew. | verl. | Sätze gew. | Sätze verl. | Punkte  |
| ---- | -------------------------------- | ------ | ---- | ----- | ---------- | ----------- | ------- |
| 1.   | Liu Shengshu / Tan Ning (3)      | 3      | 3    | 0     | 6          | 1           | 145:105 |
| 2.   | Gabriela Stoewa / Stefani Stoewa | 3      | 2    | 1     | 5          | 3           | 152:140 |
| 3.   | Yeung Nga Ting / Yeung Pui Lam   | 3      | 1    | 2     | 3          | 5           | 144:160 |
| 4.   | Annie Xu / Kerry Xu              | 3      | 0    | 3     | 1          | 6           | 110:146 |

| Doppel 1                         | Ergebnis                  | Doppel 2                         |
| 27. Juli 2024, 14:04 Uhr         | 27. Juli 2024, 14:04 Uhr  | 27. Juli 2024, 14:04 Uhr         |
| -------------------------------- | ------------------------- | -------------------------------- |
| Yeung Nga Ting / Yeung Pui Lam   | 1:2 (11:21, 23:21, 15:21) | Gabriela Stoewa / Stefani Stoewa |
| 27. Juli 2024, 14:03 Uhr         |                           |                                  |
| Liu Shengshu / Tan Ning (3)      | 2:0 (21:11, 21:14)        | Annie Xu / Kerry Xu              |
| 28. Juli 2024, 16:00 Uhr         |                           |                                  |
| Liu Shengshu / Tan Ning (3)      | 2:1 (19:21, 21:10, 21:16) | Gabriela Stoewa / Stefani Stoewa |
| 28. Juli 2024, 20:21 Uhr         |                           |                                  |
| Yeung Nga Ting / Yeung Pui Lam   | 2:1 (24:22, 17:21, 21:12) | Annie Xu / Kerry Xu              |
| 30. Juli 2024, 9:21 Uhr          |                           |                                  |
| Gabriela Stoewa / Stefani Stoewa | 2:0 (21:18, 21:12)        | Annie Xu / Kerry Xu              |
| 30. Juli 2024, 10:23 Uhr         |                           |                                  |
| Liu Shengshu / Tan Ning (3)      | 2:0 (21:18, 21:15)        | Yeung Nga Ting / Yeung Pui Lam   |

#### Gruppe C
| Rang | Doppel                             | Spiele | gew. | verl. | Sätze gew. | Sätze verl. | Punkte  |
| ---- | ---------------------------------- | ------ | ---- | ----- | ---------- | ----------- | ------- |
| 1.   | Kim So-young / Kong Hee-yong       | 3      | 3    | 0     | 6          | 0           | 134:103 |
| 2.   | Nami Matsuyama / Chiharu Shida (4) | 3      | 2    | 1     | 4          | 2           | 130:105 |
| 3.   | Setyana Mapasa / Angela Yu         | 3      | 2    | 2     | 2          | 4           | 103:109 |
| 4.   | Tanisha Crasto / Ashwini Ponnappa  | 3      | 0    | 3     | 0          | 6           | 76:126  |

| Doppel 1                           | Ergebnis                 | Doppel 2                          |
| 27. Juli 2024, 20:21 Uhr           | 27. Juli 2024, 20:21 Uhr | 27. Juli 2024, 20:21 Uhr          |
| ---------------------------------- | ------------------------ | --------------------------------- |
| Nami Matsuyama / Chiharu Shida (4) | 2:0 (21:18, 21:14)       | Setyana Mapasa / Angela Yu        |
| 27. Juli 2024, 20:27 Uhr           |                          |                                   |
| Kim So-young / Kong Hee-yong       | 2:0 (21:18, 21:10)       | Tanisha Crasto / Ashwini Ponnappa |
| 29. Juli 2024, 09:22 Uhr           |                          |                                   |
| Nami Matsuyama / Chiharu Shida (4) | 2:0 (21:11, 21:12)       | Tanisha Crasto / Ashwini Ponnappa |
| 29. Juli 2024, 10:12 Uhr           |                          |                                   |
| Kim So-young / Kong Hee-yong       | 2:0 (21:12, 21:17)       | Setyana Mapasa / Angela Yu        |
| 30. Juli 2024, 14:02 Uhr           |                          |                                   |
| Nami Matsuyama / Chiharu Shida (4) | 0:2 (22:24, 24:26)       | Kim So-young / Kong Hee-yong      |
| 30. Juli 2024, 14:52 Uhr           |                          |                                   |
| Tanisha Crasto / Ashwini Ponnappa  | 0:2 (15:21, 10:21)       | Setyana Mapasa / Angela Yu        |

#### Gruppe D
| Rang | Doppel                                        | Spiele | gew. | verl. | Sätze gew. | Sätze verl. | Punkte  |
| ---- | --------------------------------------------- | ------ | ---- | ----- | ---------- | ----------- | ------- |
| 1.   | Maiken Fruergaard / Sara Thygesen             | 3      | 3    | 0     | 6          | 2           | 160:146 |
| 2.   | Baek Ha-na / Lee So-hee (2)                   | 3      | 2    | 1     | 5          | 2           | 137:93  |
| 3.   | Jongkolphan Kititharakul / Rawinda Prajongjai | 3      | 1    | 2     | 3          | 5           | 140:158 |
| 4.   | Margot Lambert / Anne Tran                    | 3      | 0    | 3     | 1          | 6           | 98:138  |

| Doppel 1                                      | Ergebnis                  | Doppel 2                                      |
| 27. Juli 2024, 20:22 Uhr                      | 27. Juli 2024, 20:22 Uhr  | 27. Juli 2024, 20:22 Uhr                      |
| --------------------------------------------- | ------------------------- | --------------------------------------------- |
| Baek Ha-na / Lee So-hee (2)                   | 1:2 (18:21, 21:9, 14:21)  | Maiken Fruergaard / Sara Thygesen             |
| 27. Juli 2024, 23:05 Uhr                      |                           |                                               |
| Jongkolphan Kititharakul / Rawinda Prajongjai | 2:1 (12:21, 21:13, 21:15) | Margot Lambert / Anne Tran                    |
| 29. Juli 2024, 15:14 Uhr                      |                           |                                               |
| Baek Ha-na / Lee So-hee (2)                   | 2:0 (21:13, 21:8)         | Margot Lambert / Anne Tran                    |
| 29. Juli 2024, 19:30 Uhr                      |                           |                                               |
| Jongkolphan Kititharakul / Rawinda Prajongjai | 1:2 (22:20, 21:23, 22:24) | Maiken Fruergaard / Sara Thygesen             |
| 30. Juli 2024, 21:10 Uhr                      |                           |                                               |
| Margot Lambert / Anne Tran                    | 0:2 (16:21, 12:21)        | Maiken Fruergaard / Sara Thygesen             |
| 30. Juli 2024, 21:12 Uhr                      |                           |                                               |
| Baek Ha-na / Lee So-hee (2)                   | 2:0 (21:9, 21:12)         | Jongkolphan Kititharakul / Rawinda Prajongjai |

### Finalrunde
|  | Viertelfinale | Viertelfinale                   | Viertelfinale                   | Viertelfinale | Viertelfinale |                              |                            | Halbfinale | Halbfinale      | Halbfinale      | Halbfinale      | Halbfinale      |                 |    | Finale                  | Finale                          | Finale | Finale | Finale |
|  |               |                                 |                                 |               |               |                              |                            |            |                 |                 |                 |                 |                 |    |                         |                                 |        |        |        |
|  | A1            | Chen Qingchen Jia Yifan         | 21                              | 21            |               |                              |                            |            |                 |                 |                 |                 |                 |    |                         |                                 |        |        |        |
|  | B2            | Gabriela Stoewa Stefani Stoewa  | 15                              | 8             |               |                              |                            |            |                 |                 |                 |                 |                 |    |                         |                                 |        |        |        |
|  | B2            | Gabriela Stoewa Stefani Stoewa  | 15                              | 8             |               | A1                           | Chen Qingchen Jia Yifan    | 21         | 18              | 21              |                 |                 |                 |    |                         |                                 |        |        |        |
|  |               |                                 |                                 |               |               | A1                           | Chen Qingchen Jia Yifan    | 21         | 18              | 21              |                 |                 |                 |    |                         |                                 |        |        |        |
|  |               | A2                              | Pearly Tan Thinaah Muralitharan | 12            | 21            | 15                           |                            |            |                 |                 |                 |                 |                 |    |                         |                                 |        |        |        |
|  | C1            | A2                              | Pearly Tan Thinaah Muralitharan | 12            | 21            | 15                           | Kim So-young Kong Hee-yong | 12         | 13              |                 |                 |                 |                 |    |                         |                                 |        |        |        |
|  | C1            |                                 |                                 |               |               |                              |                            | 12         | 13              |                 |                 |                 |                 |    |                         |                                 |        |        |        |
|  | A2            | Pearly Tan Thinaah Muralitharan | 21                              | 21            |               |                              |                            |            |                 |                 |                 |                 |                 |    |                         |                                 |        |        |        |
|  |               |                                 |                                 |               |               |                              |                            |            |                 |                 |                 |                 |                 | A1 | Chen Qingchen Jia Yifan | 22                              | 21     |        |        |
|  |               | B1                              | Liu Shengshu Tan Ning           | 20            | 15            |                              |                            |            |                 |                 |                 |                 |                 |    |                         |                                 |        |        |        |
|  | D2            | Baek Ha-na Lee So-hee           | 9                               | 13            |               |                              |                            |            |                 |                 |                 |                 |                 |    |                         |                                 |        |        |        |
|  | B1            | Liu Shengshu Tan Ning           | 21                              | 21            |               |                              |                            |            |                 |                 |                 |                 |                 |    |                         |                                 |        |        |        |
|  | B1            | Liu Shengshu Tan Ning           | 21                              | 21            |               | B1                           | Liu Shengshu Tan Ning      | 21         | 21              |                 |                 |                 |                 |    |                         |                                 |        |        |        |
|  |               |                                 |                                 |               |               | B1                           | Liu Shengshu Tan Ning      | 21         | 21              |                 |                 |                 |                 |    |                         |                                 |        |        |        |
|  |               | C2                              | Nami Matsuyama Chiharu Shida    | 16            | 19            |                              |                            |            | Spiel um Bronze | Spiel um Bronze | Spiel um Bronze | Spiel um Bronze | Spiel um Bronze |    |                         |                                 |        |        |        |
|  | C2            | C2                              | Nami Matsuyama Chiharu Shida    | 16            | 19            | Nami Matsuyama Chiharu Shida | 21                         | 21         | Spiel um Bronze | Spiel um Bronze | Spiel um Bronze | Spiel um Bronze | Spiel um Bronze |    |                         |                                 |        |        |        |
|  | C2            |                                 |                                 |               |               |                              |                            |            |                 |                 |                 |                 |                 |    |                         |                                 |        |        |        |
|  | D1            | Maiken Fruergaard Sara Thygesen | 7                               | 12            |               |                              |                            |            |                 |                 |                 |                 |                 |    | A2                      | Pearly Tan Thinaah Muralitharan | 11     | 11     |        |
|  |               |                                 |                                 |               |               |                              |                            |            |                 |                 |                 |                 |                 |    | C2                      | Nami Matsuyama Chiharu Shida    | 21     | 21     |        |

## Sieger und Platzierte
| Platz | Land | Sportlerinnen                     |
| ----- | ---- | --------------------------------- |
| 1     | CHN  | Chen Qingchen / Jia Yifan         |
| 2     | CHN  | Liu Shengshu / Tan Ning           |
| 3     | JPN  | Nami Matsuyama / Chiharu Shida    |
| 4     | MAS  | Pearly Tan / Thinaah Muralitharan |
| 5     | BUL  | Gabriela Stoewa / Stefani Stoewa  |
| 5     | KOR  | Kim So-young / Kong Hee-yong      |
| 5     | KOR  | Baek Ha-na / Lee So-hee           |
| 5     | DEN  | Maiken Fruergaard / Sara Thygesen |